# Município de Knox (condado de Columbiana, Ohio)
O município de Knox (em inglês: Knox Township) é um município localizado no [[condado de Columbiana (Ohio)|condado de Columbia

## Geografia
O município de Knox encontra-se localizado nas coordenadas 40° 51′ 19″ N, 81° 01′ 35″ O. Segundo a Departamento do Censo dos Estados Unidos, o município tem uma superfície total de 92.01 km², da qual 91,52 km² correspondem a terra firme e (0,53 %) 0,49 km² é água.

## Demografia
Segundo o censo de 2010, tinha 4.434 habitantes residindo no município de Knox. A densidade populacional era de 48,19 hab./km². Dos 4.434 habitantes, o município de Knox estava composto pelo 98,89 % brancos, o 0,09 % eram afroamericanos, o 0,11 % eram asiáticos, o 0,09 % eram de outras raças e o 0,81 % eram de uma mistura de raças. Do total da população o 0,59 % eram hispanos ou latinos de qualquer raça.